# Danse sportive aux Jeux olympiques de la jeunesse de 2018
Navigation
Édition suivante
Les épreuves de Danse sportive aux Jeux olympiques de la jeunesse de 2018 ont lieu à l’intérieur du Parque Urbano à Puerto Madero, Buenos Aires, en Argentine, du 7 au 11 octobre 2018. C'est la première apparition de la danse aux Jeux avec des épreuves de breakdance.

## Format
La compétition consiste en batailles entre deux breakers/équipes mixtes. Chaque bataille est constituée d´un nombre figé de reprises. Dans chaque reprise, le breaker/équipe mixte danse d'abord, puis l'autre répond. Chaque reprise est jugée par cinq juges, plus deux arbitres (juges principaux) d´après six critères (Créativité / Personnalité / Technique / Variété / Performativité / Musicalité).
Dans l'épreuve par équipes mixtes, chaque équipe est constituée d’une fille et un garçon assortis d´après leur classification de la bataille 1 contre 1.

## Podiums[2]
| Événement      | Or                                 | Argent                                                           | Bronze                                              |
| -------------- | ---------------------------------- | ---------------------------------------------------------------- | --------------------------------------------------- |
| B-Boys Garçons | Sergei Chernyshev Bumblebee        | Martin Lejeune Martin                                            | Shigeyuki Nakara Shigekix                           |
| B-Girls Filles | Ramu Kawai Ram                     | Emma Misak Emma                                                  | Yeri Kim Yell                                       |
| Équipe mixte   | Ramu Kawai (Ram) Hieu Le Minh (B4) | Alessandra Cortesia (Lexy ) Mariano Angel Carvajal Matus (Broly) | Anna Thurner (Ella ) Sergei Chernyshev (Bumblebee ) |